# Ranunculus krapfia
Ranunculus krapfia är en ranunkelväxtart som beskrevs av Dc. och Delessert. Ranunculus krapfia ingår i släktet ranunkler, och familjen ranunkelväxter. Utöver nominatformen finns också underarten R. k. lechleri.